# Гнупа
Гнупа (лат. Gnupa) — правитель Дании начала X века, сын шведского конунга Олафа Груды Развалин, завоевавшего Южную Данию. Некоторое время правил вместе со своим братом Гирдом (лат. Gyrd). О них известно из свидетельства Адама Бременского, писавшего со слов датского короля Свена II Эстридсена.
Гнупа упоминается в текстах на двух рунических камнях (DR2 и DR4), воздвигнутых около Хедебю в Шлезвиге Асфрид «по королю Сигтрюггу, сыну своему и Гнупы». Также известно из сообщения Видукинда Корвейского, что германский король Генрих I Птицелов вторгся в Данию, наложил на данов дань и заставил их короля Гнупу креститься. Это событие относится Видукиндом к 934 году. Согласно «Большой саге об Олафе Трюггвассоне», в Данию вторгся Горм Старый и убил Гнупу, затем других датских правителей вплоть до Шлея на юге и установил свою единоличную власть.
Однако всё это противоречит хронологии Адама Бременского, который помещал правление сына и преемника Гнупы Сигтрюгга Гнупассона и его поражение во временной интервал 909—915/917 годы, то есть в период, когда архиепископом Бремена был Хогер.